# Hans Lohneis
Hans Lohneis (12 aprile 1895 – 25 novembre 1970) è stato un calciatore tedesco, di ruolo difensore.